# Antonio Acosta (futbolista)
Antonio Acosta Rivera (Madrid, España, 22 de noviembre de 1971) es un exfutbolista y entrenador español. También ha trabajado en el mundo del fútbol durante dos temporadas como secretario técnico en el Club Polideportivo Ejido. Como jugador también formó parte de la Selección de fútbol de España en las categorías sub-19, sub-20 y sub-21. Ha entrenado a la RSD Alcalá, al CD Toledo y a la AD Complutense. En noviembre de 2012 es nombrado entrenador de la RSD Alcalá. Y en mayo de 2019 es confirmado como DT del Deportivo Siquinalá de Guatemala.

## Clubes

### Como jugador
| Club                            | País    | Año       |
| ------------------------------- | ------- | --------- |
| RSD Alcala                      | España  | 1987-1989 |
| Atlético de Madrid              | España  | 1989-1993 |
| Cádiz CF                        | España  | 1993-1994 |
| UE Lleida                       | España  | 1994      |
| CD Logroñés                     | España  | 1994-1996 |
| Sestao Sport                    | España  | 1996      |
| Getafe CF                       | España  | 1996-1997 |
| Royal Antwerp FC                | Bélgica | 1997-1999 |
| Coslada                         | España  | 1999-2000 |
| RSD Alcala                      | España  | 2000-2001 |
| CD Cobeña                       | España  | 2001-2002 |
| Club Deportivo Colonia Moscardo | España  | 2002-2003 |

### Como entrenador
| Club                                | País      | Año       |
| ----------------------------------- | --------- | --------- |
| Club Polideportivo Ejido , 2.º Ent. | España    | 2004-2005 |
| RSD Alcala , Juvenil A              | España    | 2007-2009 |
| RSD Alcala                          | España    | 2009-2011 |
| CD Toledo                           | España    | 2012      |
| RSD Alcala                          | España    | 2012      |
| AD Complutense , Cadete A           | España    | 2015      |
| Atlético La Garena , Juvenil        | España    | 2016–2017 |
| Deportivo Siquinalá                 | Guatemala | 2019      |